# Acer marsicum
Acer marsicum é uma espécie de árvore do gênero Acer, pertencente à família Aceraceae.